# Łapa

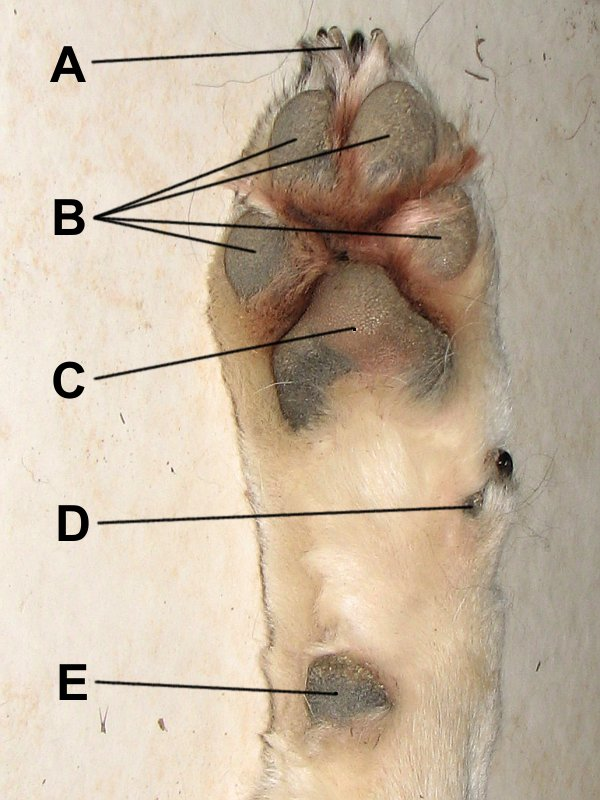
Prawa przednia łapa psa pokazująca A) pazur, B) opuszki palców, C) opuszki śródręcza, D) boczny pazur, E) opuszki nadgarstka.

Łapa – część kończyny zwierzęcia, miękka stopa ssaka, zazwyczaj czworonoga, na której są pazury.

## Wspólne cechy
Łapa charakteryzuje się cienkim, pigmentowanym, zrogowaciałym, bezwłosym naskórkiem pokrywającym podskórną tkankę kolagenową i tłuszczową, z której składają się opuszki. Działają one jak poduszka dla nośnych kończyn zwierzęcia. Łapa składa się z dużej opuszki śródręcza (lub dłoni) w kształcie serca na kończynie przedniej lub opuszki śródstopia (lub podeszwy) na kończynnie tylnej i ogólnie czterech nośnych opuszek palców, chociaż w przypadku kotów domowych i niedźwiedzi (w tym pandy wielkiej) może być pięć palców. Na przedniej kończynie znajduje się również poduszka nadgarstka, która poprawia przyczepność podczas zatrzymywania się lub podczas schodzenia ze wzniesień u gatunków zaliczanych do palcochodów. Mogą również występować dodatkowe piąte pazury, tzw. "wilcze" (niekiedy nawet podwójne, jak u pirenejskich psów górskich).
Na każdym palcu łapy znajduje się rogowy pazur, przypominający dziób. Chociaż łapy zwykle są bezwłose, niektóre zwierzęta mają futro na podeszwach. Przykładem jest pandka ruda, której futrzane podeszwy pomagają izolować ich łapy od śniegu.
Na opuszkach łap umieszczone są też gruczoły potowe (są to gruczoły apokrynowe), także u tych zwierząt, które nie mają takich gruczołów w innych partiach ciała (np. u psów).

## Zwierzęta z łapami
- Kotowate, takie jak koty i tygrysy; niektóre z tych zwierząt mogą mieć kępki futra  na palcach
- Psowate, takie jak psy i lisy
- Króliki i inne zajęczaki mają łapy z bardzo ostrymi pazurami i nie mają pod nimi opuszek
- Niedźwiedzie i szopy pracze
- Łasice i inne łasicowate
- Gryzonie

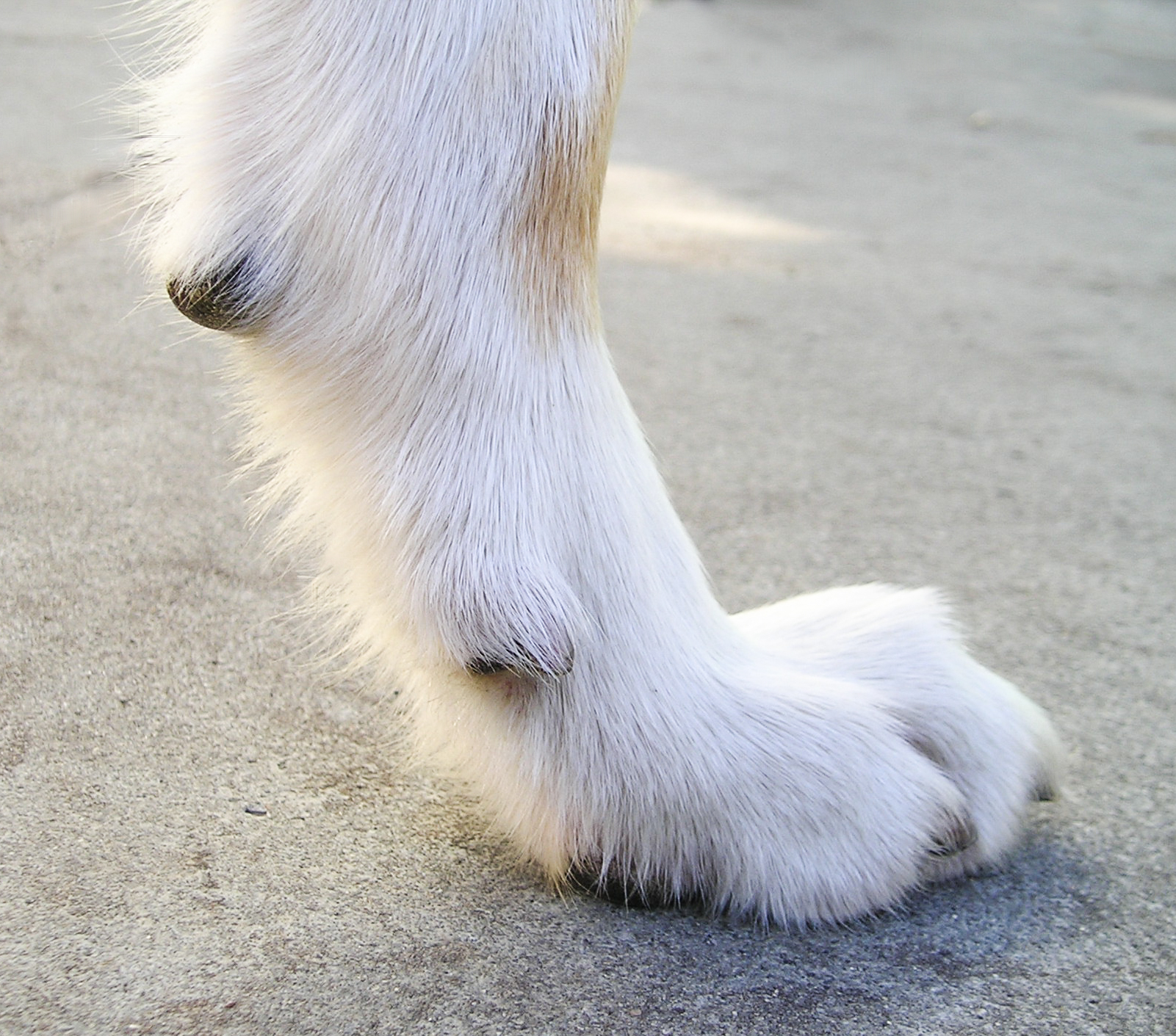
Łapa psa stojącego na twardej betonowej powierzchni
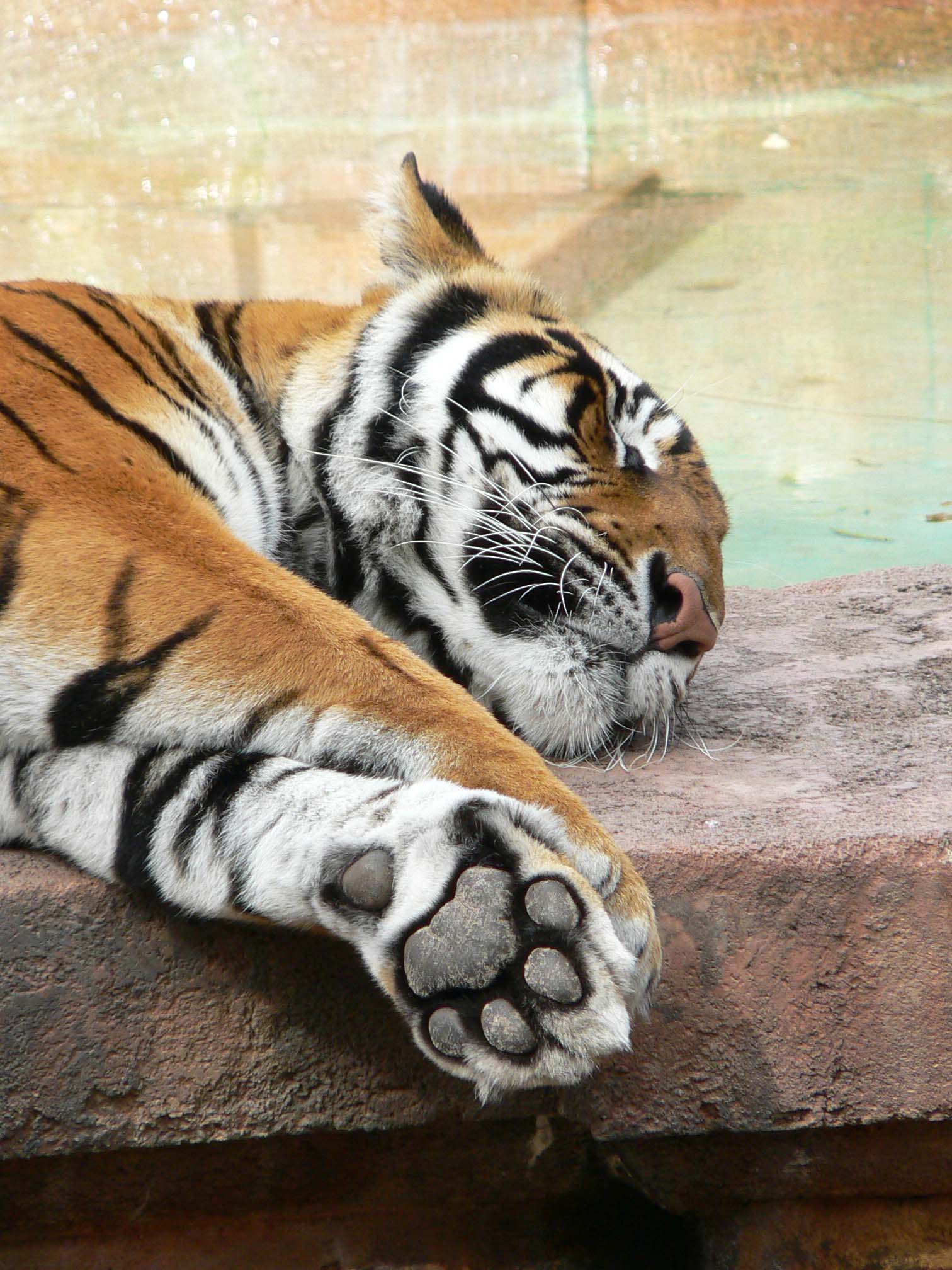
Łapa tygrysa z widocznymi palcami
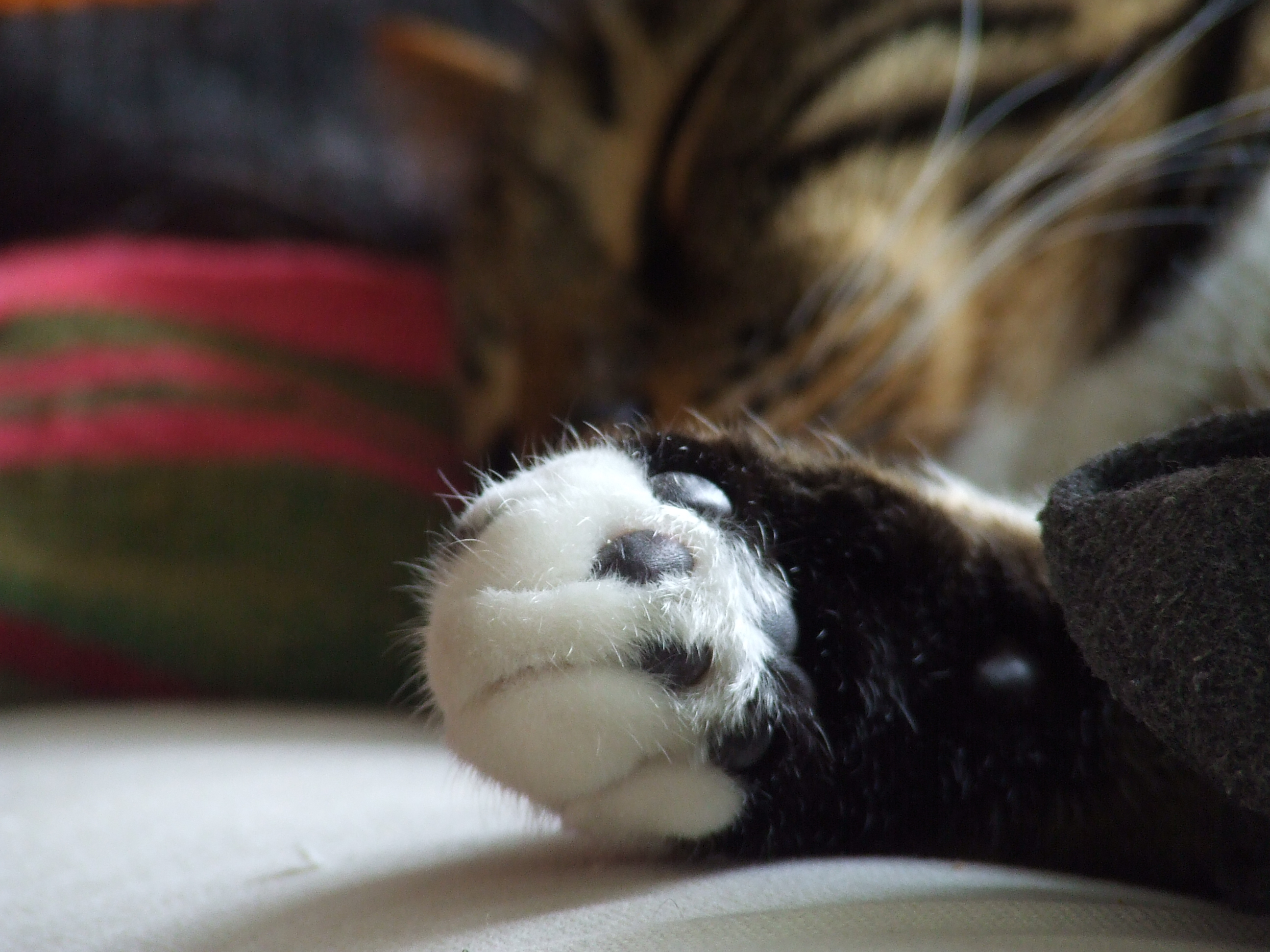
Łapa kota z widocznymi palcami i pazurami
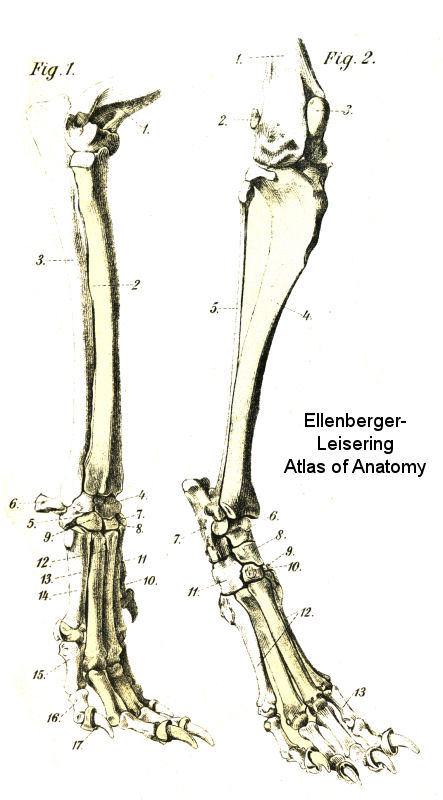
Struktury nogi i łapy psa
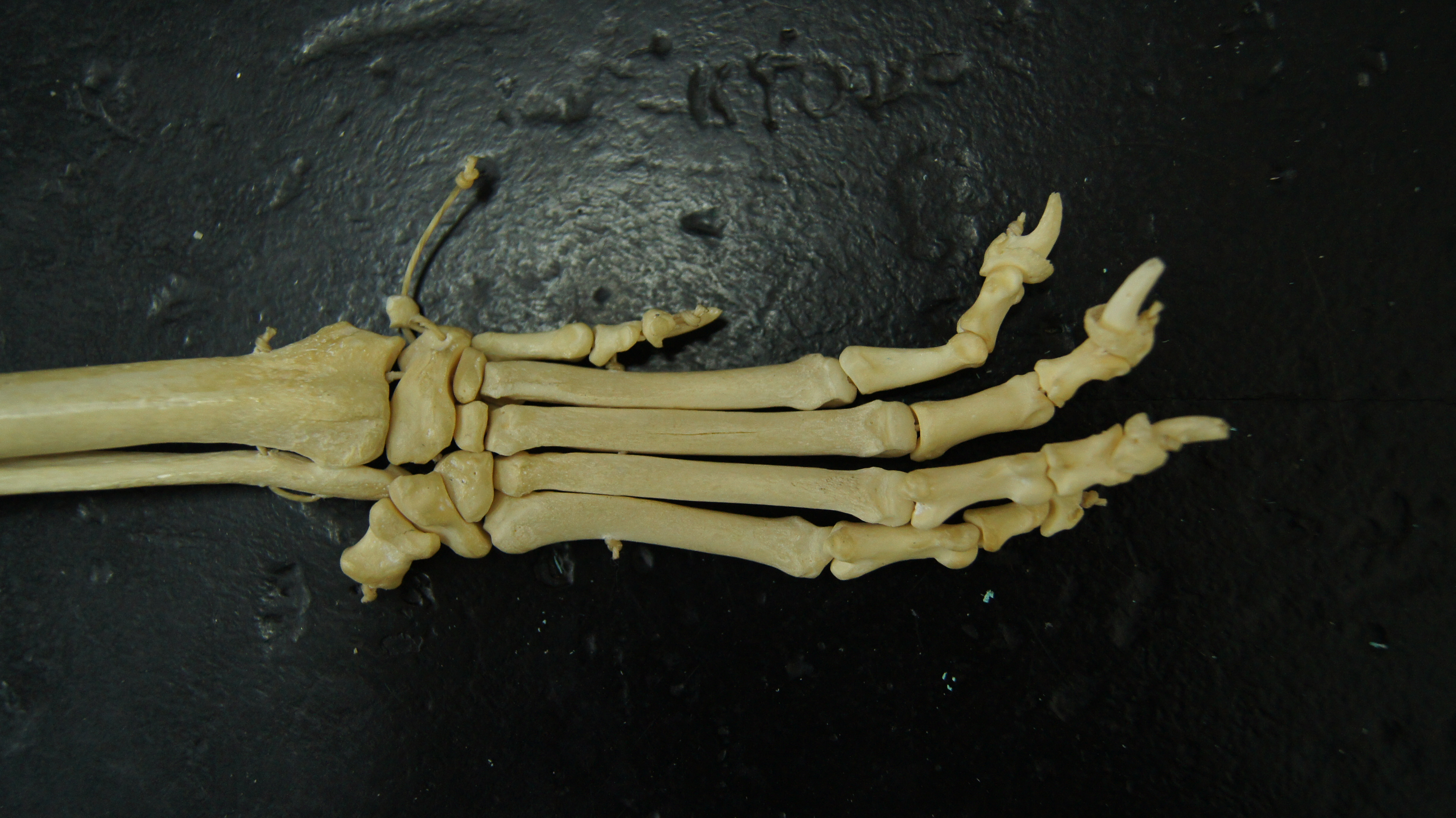
Szkielet psiej łapy
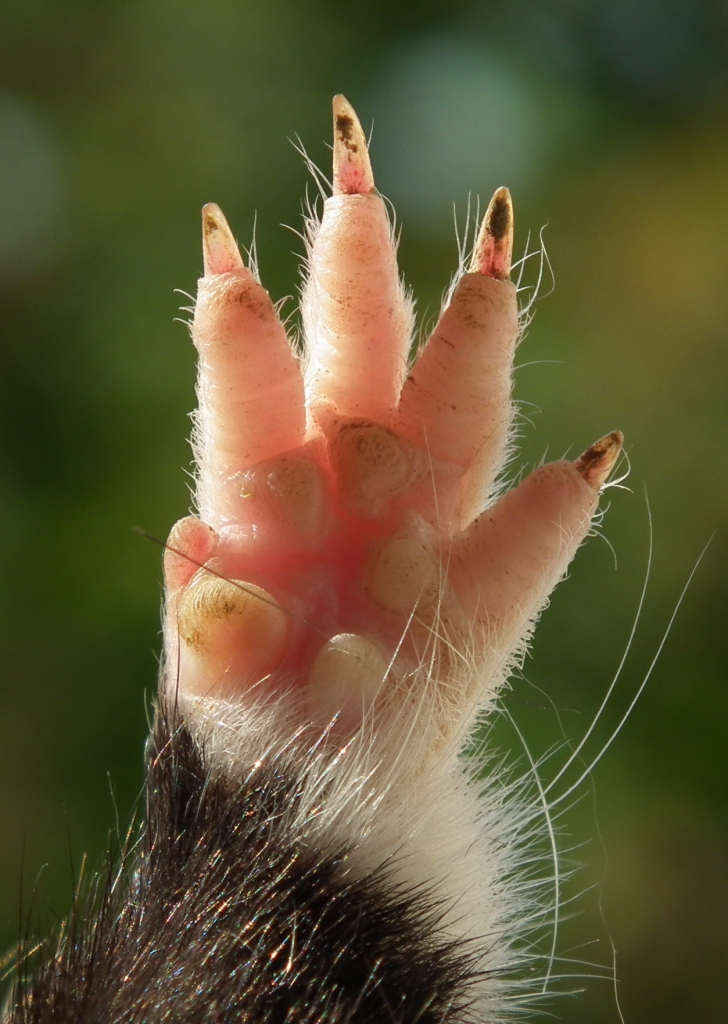
Przednia łapa chomika europejskiego
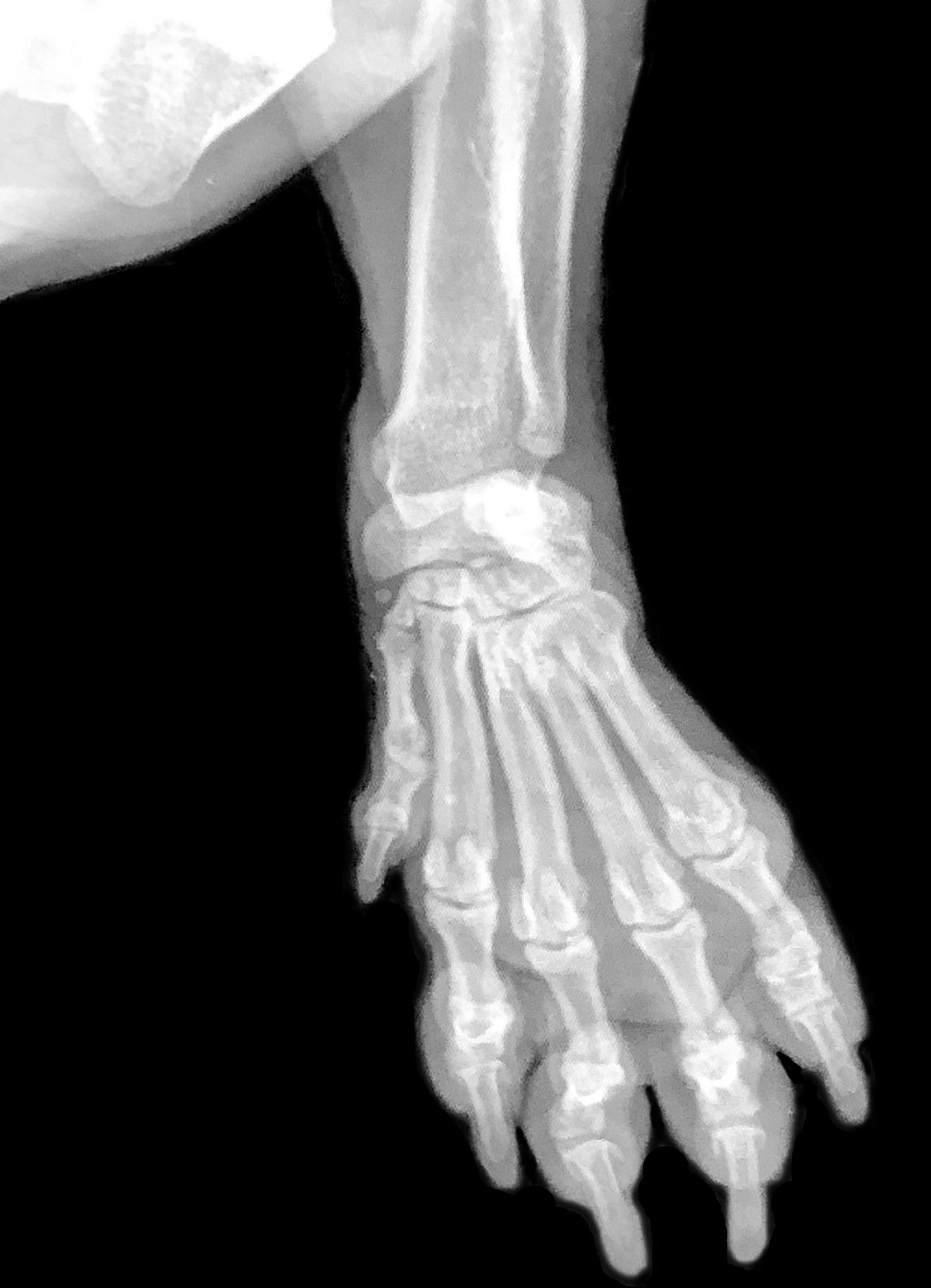
Zdjęcia rentgenowskie przedniej łapy jamnika